# Ferdinandstraße 17 (Mönchengladbach)

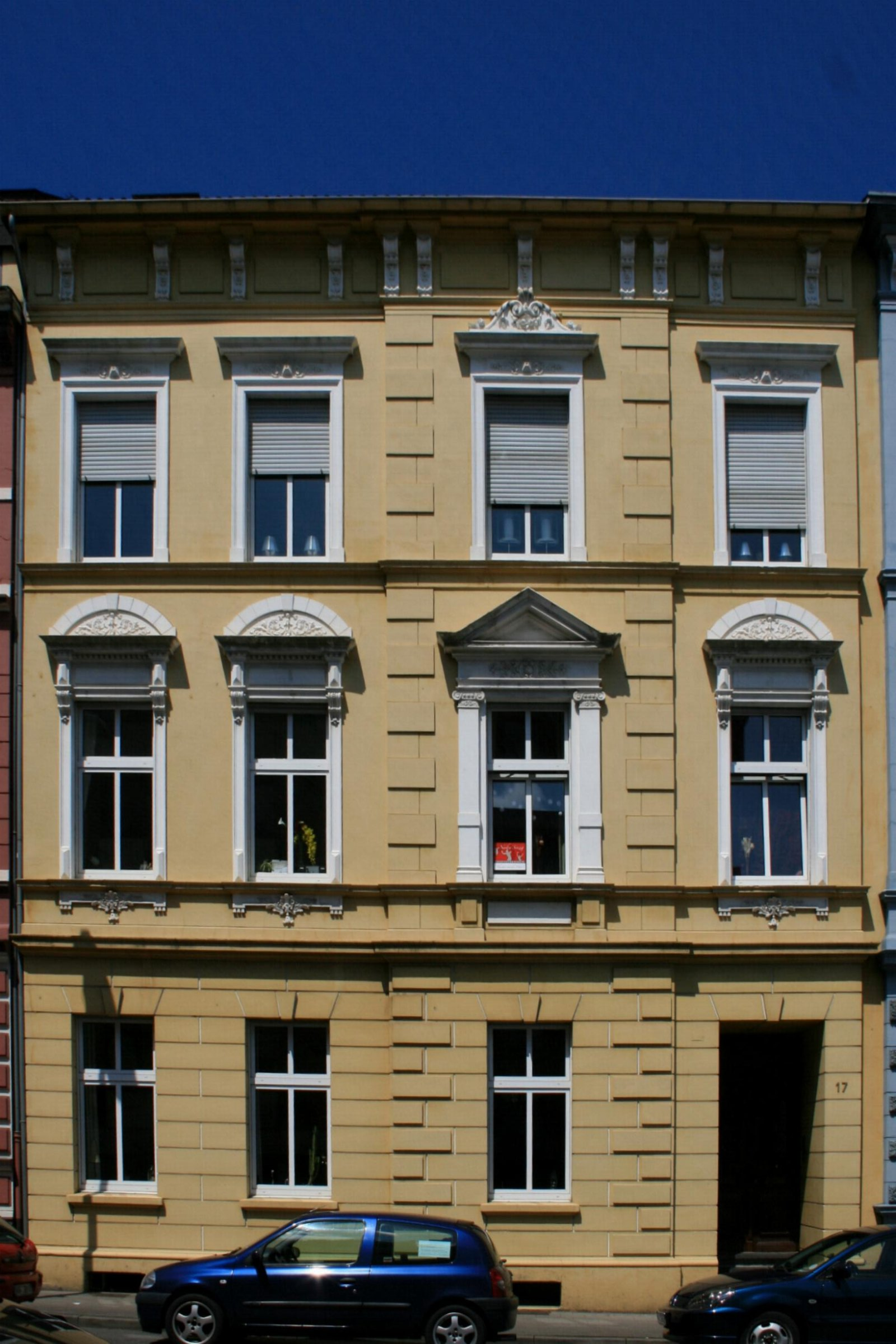
Wohnhaus (2010)

Das Wohnhaus Ferdinandstraße 17 steht im Stadtteil Gladbach in Mönchengladbach (Nordrhein-Westfalen).
Das Gebäude wurde um die Jahrhundertwende erbaut. Es ist unter Nr. F 003 am 4. Dezember 1984 in die Denkmalliste der Stadt Mönchengladbach eingetragen worden.

## Architektur
Bei dem Objekt handelt es sich um ein viergeschossiges Mehrfamilien-Wohnhaus aus der Jahrhundertwende mit vier Fensterachsen sowie einer Fassadengliederung mit asymmetrischer Mittenbetonung durch zwei Pilaster.